# Herodes Àtic
Herodes Àtic (en llatí Atticus Herodes, en grec Ἡρώδης ὁ Ἀττικός) va ser el més important retòric grec del segle ii. Va néixer el 104 a Marató (Àtica). Formava part d'una família molt antiga que es deia que eren descendents d'Èac. El seu pare es deia també Àtic i va descobrir a les seves terres un tresor que el va convertir en un home molt ric. El fill encara es va fer més ric pel seu matrimoni amb Ànnia Regil·la (Annia Regilla). Un legat del seu pare al poble d'Atenes va ser pagat amb garreperia per Àtic fill i es va guanyar l'hostilitat general. El seu nom complet era Lucius Vibullius Hipparchus Tiberius Claudius Atticus Herodes Marathonios.
Àtic Herodes va tenir per mestres els principals retòrics del seu temps, Escopelià, Favorí, Segon i Polemó Antoni (Scopelianus, Favorinus, Secundus, i Polemon). En filosofia es va instruir amb Taure Tiri, un filòsof platònic, i en eloqüència per Teàgenes de Cnidos i Munaci de Tral·les. Després va obrir una escola de retòrica a Atenes i més tard a Roma on va tenir entre els seus pupils a Marc Aureli, que després el va apreciar molt.
L'any 143 Antoní Pius el va nomenar cònsol juntament amb Gai Bel·lici Torquat, però com que es preocupava més pels seus estudis de retòrica que per la política, aviat va tornar a Atenes on el van seguir molts dels seus alumnes i entre ells Luci Aureli Ver, a qui Marc Aureli va enviar amb ell. Per un temps se li va confiar l'administració de les ciutats lliures d'Àsia però no se sap en quina època de la seva vida va exercir aquestes responsabilitats encara que és probable que fóra quan era jove, als voltants del 125, quan tindria poc més de 20 anys. Més endavant va exercir com a sacerdot al festival fet a Atenes en honor de Marc Aureli i de Ver.
La riquesa i la influència d'Herodes Àtic van portar-li enemics, Teodot i Demostrat van llançar acusacions contra ell i algunes van arribar a orelles de l'emperador. Herodes va anar a Sírmium, on era l'emperador, per refutar les acusacions. Aquestos problemes el van induir a retirar-se a la vida privada i va passar la resta de la seva vida a la seva vila a Cefísia prop de Marató, rodejat dels seus alumnes.
Herodes va pagar moltes obres a Atenes, entre elles un estadi per curses de marbre pentèlic blanc del qual encara es conserven les restes, i el famós odèon al peu de l'acròpoli en honor de la seva esposa Regil·la. A Corint va construir un teatre. A Olímpia un aqüeducte. A Delfos un estadi de carreres; i a Termòpiles un hospital. A més va sanejar algunes ciutats en decadència del Peloponès, Beòcia, Eubea i Epir, va portar l'aigua a la ciutat de Canusium a Itàlia i va construir Triopium (a pocs quilòmetres de Roma) a la via Àpia. Tenia també la intenció d'obrir un canal a l'Istme de Corint, però com que Neró ja ho havia volgut fer, va deixar-ho córrer per por de l'enveja. La seva riquesa i generositat i també la seva fama com a orador van arribar a tots els límits de l'imperi.
Es creu que va morir a l'edat de 76 anys, l'any 180. El retòric Adrià de Tir, deixeble seu, va pronunciar la seva oració fúnebre. Molts dels seus treballs i escrits es mencionen pels autors clàssics, però s'han perdut.